# Comuna Nikšić
Comuna Nikšić (în muntenegreană Opština Nikšić/Општина Никшић) este o unitate administrativă de gradul întâi din Muntenegru. Reședința sa este orașul Nikšić. Aceasta este cea mai mare comună din Muntenegru (ca suprafață), acoperind 15% din suprafața țării și incluzând 129 de localități.

## Demografie
| Recensământ | Populație |
| ----------- | --------- |
| 1948        | 38,359    |
| 1953        | 46,589    |
| 1961        | 57,399    |
| 1971        | 66,815    |
| 1981        | 72,299    |
| 1991        | 73,983    |
| 2003        | 75,282    |
| 2011        | 72,443    |

## Localități
Balosave • Bare • Bastaji • Bjeloševina • Bobotovo Groblje • Bogetići • Bogmilovići • Brezovik • Brestice • Broćanac Viluški • Broćanac Nikšićki • Bršno • Bubrežak • Busak • Carine • Cerovo • Crnodoli • Dolovi • Donja Trepča • Donje Crkvice • Donje Čarađe • Dragovoljići • Drenoštica • Dubočke • Duga • Dučice • Gvozd • Gornja Trepča • Gornje Polje • Gornje Crkvice • Gornje Čarađe • Goslić • Gradačka Poljana • Granice • Grahovac • Grahovo • Ivanje • Jabuke • Javljen • Jasenovo Polje • Jugovići • Kazanci • Kamensko • Klenak • Kovači • Koprivice • Koravlica • Krstac • Kunak • Kuside • Kuta • Laz • Liverovići • Lukovo • Macavare • Međeđe • Milojevići • Miločani • Miljanići • Miruše • Mokri Do • Morakovo • Nikšić • Nudo • Oblatno • Ozrinići • Orah • Orlina • Petrovići • Pilatovci • Povija • Podbožur • Podvrš • Ponikvice • Počekovići • Praga • Prigradina • Prisoje • Rastovac • Riđani • Riječani • Rudine • Sjenokosi • Smrduša • Somina • Spila • Srijede • Staro Selo • Stuba • Stubica • Šipačno • Štedim • Štitari • Tupan • Ubli • Vasiljevići • Velimlje • Vidne • Vilusi • Vir • Vitasojevići • Višnjića Do • Vraćenovići • Vrbica • Vučji Do • Zavrh • Zagora • Zagrad • Zaljutnica • Zaslap • Zlostup